# Roderic Coote
Roderic Norman Coote (* 13. April 1915 in Woking; † 8. Juli 2000) war anglikanischer Bischof.

## Leben
Coote studierte auf dem irischen Trinity College in Dublin und wurde 1938 zum Diakon und 1939 zum Priester ordiniert und anschließend von 1938 bis 1941 als Hilfsprediger in St Bartholomew’s in Dublin eingesetzt. Nach einem Jahrzehnt als Missionar (ab 1942) in Gambia wurde er 1951 als Nachfolger von John Daly als Bischof der Diocese of Gambia and the Rio Pongas eingesetzt. 1957 wechselte er ins Vereinigte Königreich und wurde Bischof von Fulham. Nach neun Jahren wurde er 1966 Bischof von Colchester und blieb hier bis 1987. Mit der Schaffung des Gebietsplans von Chelmsford 1983 wurde er zum Suffraganbischof von Chelmsford ernannt. Er war auch von 1969 bis 1972 Mitglied der Generalsynode der Kirche von England.
Kurz vor seinem fünfzigjährigen Dienstjubiläum starb Coote. Er war irischer Meister im 120-Yards-Hürdenlauf und als Musiker bekannt.

## Familie
Coote war der Sohn von Comdore der Royal Navy B. T. Coote (OBE) und Grace Harriet (geborene Robinson). Er heiratete 1964 Erica Lynette, Tochter von Rev. E. G. Shrubbs (MBE). Sie hatten gemeinsam eine Tochter.